# Helmut Pleß
Helmut Claus Heinrich Pleß (* 2. November 1918 in Hamburg; † 25. Dezember 1999 in Lüneburg) war ein deutscher Journalist und Chefredakteur.

## Leben
Pleß besuchte in Hamburg die Lichtwarkschule, an der er auch das Abitur machte, und war dort ein Klassenkamerad von Helmut Schmidt und dessen späterer Frau Loki. Während des Zweiten Weltkriegs wurde er zum Flugzeugführer ausgebildet. Bei einem Einsatz über Frankreich stürzte er ab und lag danach mit Schädelbruch und vielen anderen Knochenbrüchen monatelang im Lazarett. Für seine Einsätze im Krieg gegen die Sowjetunion wurde ihm am 3. Dezember 1942 das Deutsche Kreuz in Gold sowie am 9. Juni 1944 als Leutnant das Ritterkreuz des Eisernen Kreuzes verliehen.
1946 war Pleß zunächst Mitarbeiter des Neuen Hannoverschen Kuriers, dann Korrespondent der Landeszeitung für die Lüneburger Heide für den Kreis Gifhorn, in dem er auch das Amt des Kreisjungendpflegers innehatte. 1947 wurde er Mitglied der Redaktion der Landeszeitung. 1962 übernahm Pleß dort das Amt des Chefredakteurs, das er bis zu seinem 65. Geburtstag am 18. November 1983 ausübte. 
Helmut Pleß war Oberst der Reserve der Bundeswehr und bekleidete zahlreiche Ehrenämter u. a. im Vorstand des Clubs von Lüneburg, im Vorstand der Universitätsgesellschaft Lüneburg und im Rotary Club, in dem er lange Zeit Chefredakteur der bundesweit erscheinenden Clubzeitschrift war.

## Schriften
- Helmut C. H. Pless: Lüneburg so wie es war. Düsseldorf: Droste Verlag 1979.
- Helmut C. Pless: Lüneburg 45 - Nordost-Niedersachsen zwischen Krieg und Frieden, 5. Auflage. Lüneburg: Verlag der Landeszeitung für die Lüneburger Heide, 1998.
- Helmut C. Pless: Salz und Malz – Lüneburger Bier in fünf Jahrhunderten. Hamburg: Holsten-Brauerei 1985. (veröffentlicht aus Anlass der 500-Jahr-Feier der Lüneburger Kronen-Brauerei)

## Auszeichnungen
- Verdienstkreuz am Bande des Niedersächsischen Verdienstordens, Februar 1974[3]
- Verdienstkreuz am Bande des Verdienstordens der Bundesrepublik Deutschland, 29. November 1978[4]
- Lüneburg-Preis der Werbe- und Parkgemeinschaft Lüneburg, 5. Juni 1982[5]
- Eintragung in das Ehrenbuch des Landkreises Lüneburg, 21. Februar 1984[6]